# 納季亞 (拉茲傑利納亞區)
46°57′44″N 30°3′48″E / 46.96222°N 30.06333°E
納季亞（烏克蘭語：Надія）是位於烏克蘭西南部的村莊，由敖德萨州羅茲季利納區的羅茲季利納市鎮負責管轄。該村始建於1920年，面積0.74平方公里，海拔高度151米，2001年人口187，人口密度每平方公里251.68人。